# Studnice, Chrudim
Studnice là một làng thuộc huyện Chrudim, vùng Pardubický, Cộng hòa Séc.